# Cordón montañoso Litoral
El cordón montañoso Litoral es una unidad del relieve de la provincia de Málaga (España) situado en el área centro-occidental de la costa. Está formado por una cadena de sierras dispuestas en paralelo a la línea de la costa, que son, de este a oeste: la Sierra de Mijas, la Sierra Alpujata y la Sierra Blanca, además de otras sierras menores. Forma la divisoria de aguas entre la cuenca del río Guadalhorce y las pequeñas cuencas litorales que vierten directamente al Mediterráneo. Se extiende desde Estepona al oeste hasta Málaga capital.  
Este conjunto de sierras presentan cimas con altitudes superiores a los 1000 metros, llegando a alcanzar casi 1200 metros de altura a pocos kilómetros de la costa. Geológicamente pertenece a las zonas internas de las Cordilleras Béticas y más concretamente a al complejo alpujárride de la zona Bética. El cordón se compone de mármoles, gneises, micasquistos, travertinos y conglomerados principalmente. La vegetación existente es el producto de una alta alteración antrópica y está formada en gran parte por repoblaciones forestales. La fauna es la típica de la que se desarrolla en bosques de coníferas, matorral de degradación y medios rupícolas. 
El clima predominante es húmedo, mesotérmico y con gran falta de agua en verano. La temperatura del mes más frío es de 10,8 °C y la del mes más caluroso se sitúa en torno a 25,2 °C. La precipitación media anual es de 1030 mm., siendo los meses más lluviosos diciembre, marzo y febrero, y los secos, por debajo de 30 mm, son junio, julio, agosto y septiembre. Además, existe un decrecimiento de las precipitaciones de oeste a este.
El Cordón Montañoso Litoral, además de servir como telón de fondo del paisaje de los grandes centros turísticos de la Costa del Sol, es una importante fuente de recursos hídricos, de los que se abastecen las poblaciones de Mijas, Alhaurín el Grande, Alhaurín de la Torre, Málaga y Benalmádena, así como un lugar de pasto para ganado caprino.